# 喬·拉科布
約瑟夫·史蒂文·拉科布（英語：Joseph Steven Lacob，1956年—）是一位美國商業主管，他是凱鵬華盈的合夥人，也是美國國家籃球協會 (NBA) 金州勇士隊的大股東。

## 早年生活和教育
拉科布在馬薩諸塞州的New Bedford長大，是一名猶太人。拉科布一家搬遷到加州的安那翰。
拉科布於1978年獲得加州大學爾灣分校的生物科學學士學位，加州大學洛杉磯分校的公共衛生 (流行病學) 碩士學位，以及史丹佛大學商學院的MBA學位。